# دوين بي. سيمونز
دوين بي. سيمونز (بالإنجليزية: Duane B.Simmons)‏ هو مبشر وطبيب أمريكي، ولد في 1837 في ميلان في الولايات المتحدة، وتوفي في 19 فبراير 1889 في طوكيو (اليابان) في اليابان.